# 1998年冬季残疾人奥林匹克运动会捷克代表团
1998年冬季残疾人奥林匹克运动会捷克代表团是捷克派出的1998年冬季残疾人奥林匹克运动会代表团。获得3枚金牌、3枚银牌和1枚铜牌。